# البشير الدخيل
أحد مؤسسي البوليساريو، عاد إلى المغرب سنة 1992 بعد 19 سنة قضاها مؤمناً بطرح الجبهة الانفصالية ، وهو ينتمي لعائلة معروفة بالركيبات.
وأشرف الدخيل على النظام التعليمي وتأطير شباب البوليساريو، ورأس لجنتها العسكرية، كما مثلها في سويسرا، وموزمبيق، وإسبانيا، التي عاد منها سنة 1992 إلى المغرب.
أسس البشير الدخيل، معهد «الأندلس» الدولي للدراسات الصحراوية، «الذي يضم باحثين من مختلف دول العالم، لتقديم دراسات علمية أَسَاسُها المعلومات الصحيحة حول المجال الصحراوي المغربي».